# De Châtel Péter
De Châtel Péter (Budapest, 1940. február 14.  – Amszterdam, 2023. július 11.) magyar fizikus, holland-magyar kettős állampolgár, egyetemi tanár. Elméleti fizikusként kutatási területe a szilárdtestfizikán belül a mágneses anyagok területe volt, előadásait viszont naprakész állapotoknak megfelelően, áttekintő módon, a modern fizika kereteitől a kvantummechanikán át a szupravezetésig tartotta. Pártolta a nyilt tudományos tevékenységet, munkáinak többségét szabadon hozzáférhetővé tette, feltöltve azokat a Research Gate oldalára.
Teljes nevén Peter Frank de Châtel kiemelkedő fizikapedagógusként szerepel a Marquis Who's Who-ban.
A fizikán belül a mágnesség mellett kiemelt érdeklődési területe az úgynevezett hidegfizika volt. Ennek a vonzódásnak egyik megnyilvánulása volt az „Abszolút Zéró úr”-ról (Heike Kamerlingh Onnes) történő megemlékezése is.

## Életpályája[5]
Német és francia elődökkel rendelkező család sarjaként született. Édesanyja holland, édesapja De Châtel Andor reumatológus volt. Testvérei De Châtel Rudolf orvos és Krisztina koreográfus, aki Hollandiában él. Középiskolai tanulmányait a budapesti József Attila Gimnáziumban végezte, ahol 1958-ban érettségizett, majd az Országos középiskolai tanulmányi versenyen elért eredménye alapján, felvételi vizsga nélkül felvették az ELTE Természettudományi Karára, ahol 1963-ban szerzett fizikus diplomát. Tanulmányait követően az egyetem Kísérleti Fizika Tanszékén (ma ELTE TTK Fizikai Intézet) tanársegédként kezdett dolgozni. Közben, az 1965-1966-os tanulmányi évben anyagtudományi tanulmányokat folytatott az Egyesült Államokban (University of Illinois, Urbana), amelyet itthon a doktori fokozat megszerzése követett.
Az 1968. évi prágai tavasz augusztusi elfojtását követően távozott Magyarországról, és az anyai ágon rokoni hátteret nyújtó Hollandiában telepedett le. Hollandiában az Amszterdami Egyetemen tudományos munkatársként helyezkedett el, de közben egy évet töltött a Cambridge-i Egyetem Cavendish Laboratóriumában, majd részfoglalkozású kutatói státusza is volt a Leideni Egyetem Kamerlingh Onnes Laboratoryjában. Ebben az időszakban jelent meg első angol nyelvű publikációja a ferromágnesség témájában.
Az Amszterdami Egyetemen 1974-ben oktatói státuszba került, amelyben 1980. évi egyetemi tanárrá történő kinevezéséig volt. Ebben az időszakban, 1975-ben vendégtanár volt Belgiumban a Leuveni Katolikus Egyetemen, valamint 1979-1980-ban vendégkutató az IBM amerikai kutatóközpontjában.
2001-ig volt a fizika egyetemi tanára az Amszterdami Egyetemen, mellette 1983 és 2001 között részfoglalkozásban az Elsevier, a világ egyik legnagyobb tudományos kiadóvállalatánál a Physica szakfolyóirat kiadói szerkesztője.
Nyugdíjazását követően vendégtanár, illetve vendégkutató volt a világ különböző egyetemein és kutatóintézeteiben:
- 2001 februárja és augusztusa között az ausztráliai Melbourne-ben a Monash Universityn,
- 2001. szeptember és 2002. májusa között a New Mexico State Universityn (Las Cruces, Új-Mexikó, Egyesült Államok),
- 2002. szeptember és december között a Michigani Egyetemen (Ann Arbor, Michigan, Egyesült Államok),
- 2003 és 2008 között minden év első félévében az AlNeelain Universityn (Kartúm, Szudán),
- 2003 és 2005 között a második félévben ismét a New Mexico State Universityn,
- 2005 és 2007 között évente áprilistól júliusig a debreceni Atommagkutató Intézetben, valamint
- több alkalommal, hosszabb időre a Kínai Tudományos Akadémia Fémipari Kutatóintézetében, Senjang, Kína, és végül
- alkalmanként előadásokat, szemináriumokat tartott a Debreceni Egyetemen és az ELTE-n.

Érdeklődése munkásságának vége felé, az Új-Mexikóban és a debreceni ATOMKI-ban töltött évek során a nanorészecskék felé fordult. Utolsó, éppen magyar társszerzőkkel írt publikációja az Amerikai Fizikai Társaság – szabad hozzáférésű – lapjában, a Physical Review E kötetében jelent meg 2016-ban, amely már a mágneses nanorészecskék rákterápiában való preklinikai alkalmazásáról szól.

## Családja
A felesége volt Denise Blondeel, akitől született a lánya, De Châtel Francesca. Válása után újra házasságot kötött Almási Csilla Erzsébettel.

## Sport
Vitorlázásban elért eredményei: 1962-ben és 1963-ban magyar bajnok Kalóz osztályban.